# Manuel Gil (actor)
Manuel Gil Huidobro (Cervera del Río Alhama, 13 de diciembre de 1933) es un actor español, que participó en alrededor de una cuarentena de películas a lo largo de su carrera cinematográfica iniciada en 1959.
También intervino en diversas series de televisión entre las que destacan Curro Jiménez, Las viudas, STOP y Ramón y Cajal: Historia de una voluntad, entre otras.

## Biografía
Se inició en el Teatro Universitario de Zaragoza, trampolín que le permitió ingresar primero en el Teatro Español y posteriormente en el Teatro María Guerrero, en los que trabajó durante varias temporadas antes de comenzar a interpretar asiduamente en cine y televisión. 
Su primer éxito en la pantalla grande se produjo en 1961, con Botón de ancla, que le convirtió en uno de los actores jóvenes de mayor popularidad en los años sesenta. A partir de ese momento, su filmografía se extendió a lo largo de alrededor de 40 películas rodadas en España, Italia y México, alternando papeles protagonistas y secundarios.
Interpretó con magistral originalidad, en la serie STOP de Tve del año 1972, a un Teniente de la Guardia Civil de Tráfico

## Filmografía completa
- La casa de la Troya (1959)
- Vacaciones en Mallorca (1959)
- Parque de Madrid (1959)
- Gaudí (1960)
- Ursus (1961)
- Juventud a la intemperie (1961)
- Botón de ancla (1961)
- Mara (1961)
- Los atracadores (1962)
- Todos eran culpables (1962)
- Alegre juventud (1963)
- La casta Susana (1963)
- La batalla del domingo (1963)
- El señor de La Salle (1964)
- Alféreces provisionales (1964)
- Júrame (1964)
- Persecución a un espía (1965)
- Diálogos de la paz (1965)
- Por mil dólares al día (1966)
- Grandes amigos (1967)
- Sor Ye-yé (1967)
- Corazón salvaje (1968)
- Simón Bolívar (1969)
- Pasto de fieras (1969)
- El perfil de Satanás (1969)
- Un hombre solo (1969)
- Pierna creciente, falda menguante (1970)
- El huésped del sevillano (1970)
- La perversa señora Ward (1971)
- Celos, amor y Mercado Común (1973)
- A la Legión le gustan las mujeres (...y a las mujeres les gusta la Legión) (1976)
- Guerreras verdes (1976)
- El consenso (1980)
- El gran mogollón (1982)
- De camisa vieja a chaqueta nueva (1982)
- A solas contigo (1990)
- Demasiado corazón (1992)
- Al límite (1997)
- Maestros (2000)
- Variaciones 1/113 (2003)